# Stefan Bradl

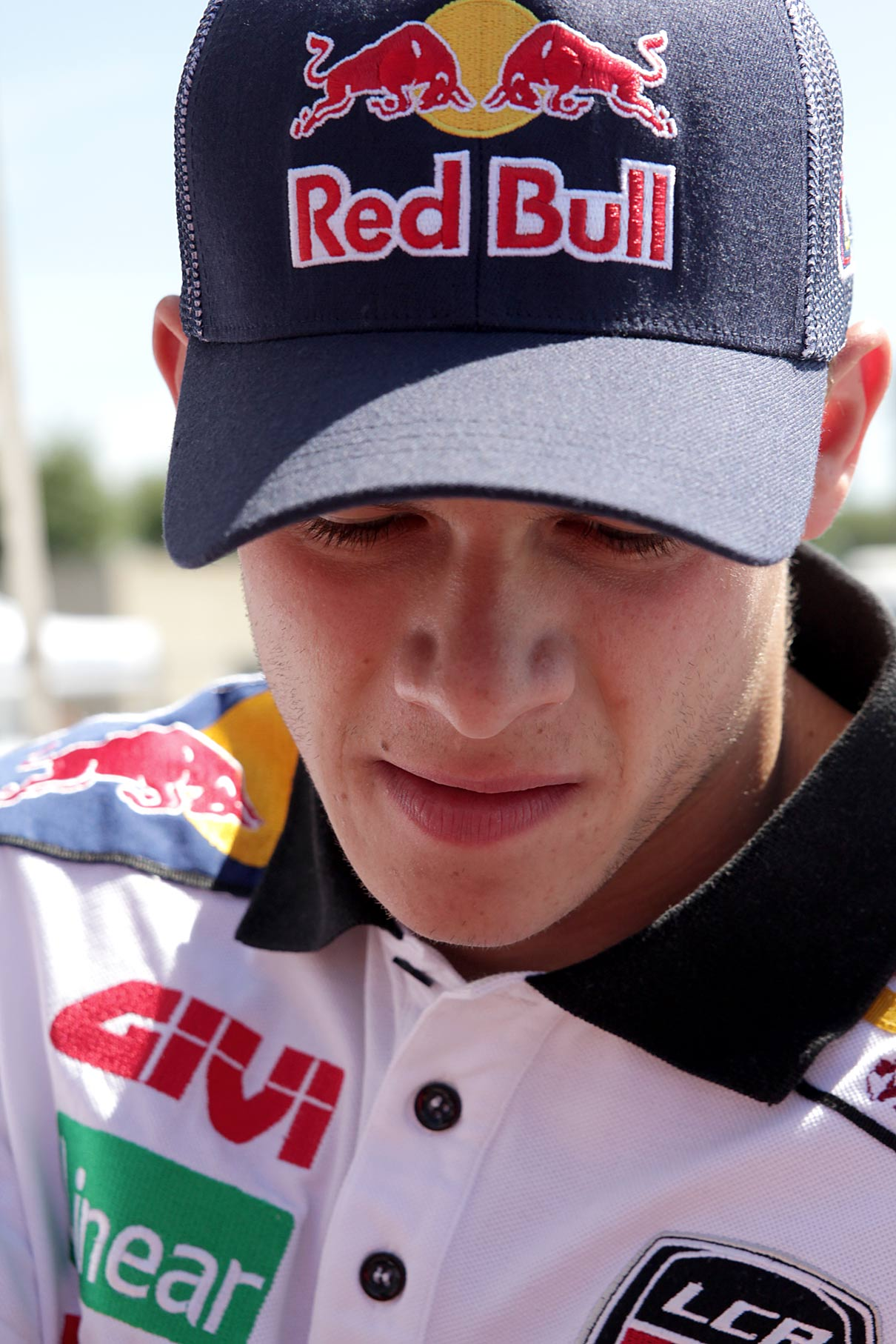
Stefan Bradl 2012.

Stefan Bradl, född 29 november 1989 i Augsburg, är en tysk roadracingförare, son till Helmut Bradl. Hans hittills främsta merit är världsmästartiteln i Moto2-klassen säsongen 2011. Mellan 2012 och 2016 tävlade han i huvudklassen MotoGP. Bradl körde Superbike-VM för Ten Kate Honda 2017.

## Roadracingkarriär
2008 blev Bradl ordinarie i 125GP efter några wildcards under 2006 och 2007. Han räknades vid slutet av 2000-talets första decennium som Tysklands store roadracingtalang. Han slutade trea i premiären för 125GP i Qatar 2008 och tog sin första seger i Tjeckiens Grand Prix 2008. De flesta trodde att han skulle blomma ut ordentligt efter sin lyckade säsong 2008, men under Roadracing-VM 2009 fick Bradl inte alls till sin körning och slogs inte i toppen på hela säsongen. Roadracing-VM 2010 körde Bradl i den nya Moto2-klassen för det tyska teamet Viessmann Kiefer Racing på en Suter. Han tog sin första seger i klassen i Portugals Grand Prix och slutade nia i VM. Säsongen 2011 inledde Bradl starkt med fyra segrar på de fem första tävlingarna. Han vann inga fler Grand Prix men lyckades hålla undan och bli världsmästare 2011.
Till 2012 flyttade Bradl upp i huvudklassen MotoGP där han körde för LCR Honda MotoGP. Han slutade åtta i VM och fortsatte i samma team 2013. Han tog sin första pole position och sin första pallplats i USA:s Grand Prix på Laguna Seca och blev sjua i VM. 2014 gick det sämre. Bradl kom på 9:e plats och fick inte förnyat kontrakt med LCR Honda. Roadracing-VM 2015 körde Bradl inledningsvis en Yamaha Forward i öppna kategorin i MotoGP för Forward Racing. När teamet fick ekonomiska och juridiska problem löstes Bradl från kontraktet och började istället köra för Aprilia Gresini. Han fortsatte som fabriksförare för Aprilia 2016 och mot slutet av säsongen blev resultaten allt bättre i takt med att motorcykeln utvecklades. Bradl kom på 16:e plats i VM. Tidigt på säsongen stod det klart att Bradl inte fick förnyat kontrakt 2017. Istället körde han Superbike-VM 2017 för Ten Kate Honda med Nicky Hayden som stallkamrat. Hondan var inte konkurrenskraftig och Bradl fullföljf'de inte säsongen. Han har därefter varit testförare för Hondas MotoGP-satsning och gjort inhopp i VM 2018, 2019 och 2020.

### VM-säsonger
| Säsong | Klass     | VM- plac. | Poäng | 1/2/3- platser | Starter | Motorcykel              | Team                        | Startnr |
| ------ | --------- | --------- | ----- | -------------- | ------- | ----------------------- | --------------------------- | ------- |
| 2005   | 125GP     | 35        | 1     | - / - / -      | 3       | KTM                     | Red Bull ADAC KTM Juniors   | 77      |
| 2006   | 125GP     | 26        | 4     | - / - / -      | 9       | KTM                     | Red Bull KTM Junior Team    | 17      |
| 2007   | 125GP     | 18        | 39    | - / - / -      | 9       | Aprilia                 | Blusens Aprilia             | 17      |
| 2008   | 125GP     | 4         | 187   | 2 / 2 / 2      | 17      | Aprilia                 | Grizzly Gas Kiefer Racing   | 17      |
| 2009   | 125GP     | 10        | 85    | - / - / -      | 16      | Aprilia                 | Viessmann Kiefer Racing     | 17      |
| 2010   | Moto2     | 9         | 97    | 1 / - / -      | 16      | Suter                   | Viessmann Kiefer Racing     | 65      |
| 2011   | Moto2     | 1         | 274   | 4 / 5 / 2      | 17      | Kalex                   | Viessmann Kiefer Racing     | 65      |
| 2012   | MotoGP    | 8         | 135   | - / - / -      | 18      | Honda                   | LCR Honda MotoGP            | 6       |
| 2013   | MotoGP    | 7         | 156   | - / 1 / -      | 16      | Honda                   | LCR Honda MotoGP            | 6       |
| 2014   | MotoGP    | 9         | 117   | - / - / -      | 18      | Honda                   | LCR Honda MotoGP            | 6       |
| 2015   | MotoGP    | 18        | 17    | - / - / -      | 17      | Yamaha Forward (GP 1-8) | Athinà Forward Racing       | 6       |
| 2015   | MotoGP    | 18        | 17    | - / - / -      | 17      | Aprilia (GP 10-18)      | Aprilia Racing Team Gresini | 6       |
| 2016   | MotoGP    | 16        | 63    | - / - / -      | 17      | Aprilia                 | Aprilia Racing Team Gresini | 6       |
| 2017   | Superbike | 14        | 67    | - / - / -      | 18      | Honda                   | Honda World Superbike Team  | 6       |
| 2018   | MotoGP    | 24        | 10    | - / - / -      | 5       | Honda                   | HRC / LCR Honda             | 6       |
| 2019   | MotoGP    | 21        | 16    | - / - / -      | 4       | Honda                   | HRC / Repsol Honda          | 6       |
| 2020   | MotoGP    |           |       |                |         | Honda                   | Repsol Honda                | 6       |

## Framskjutna placeringar

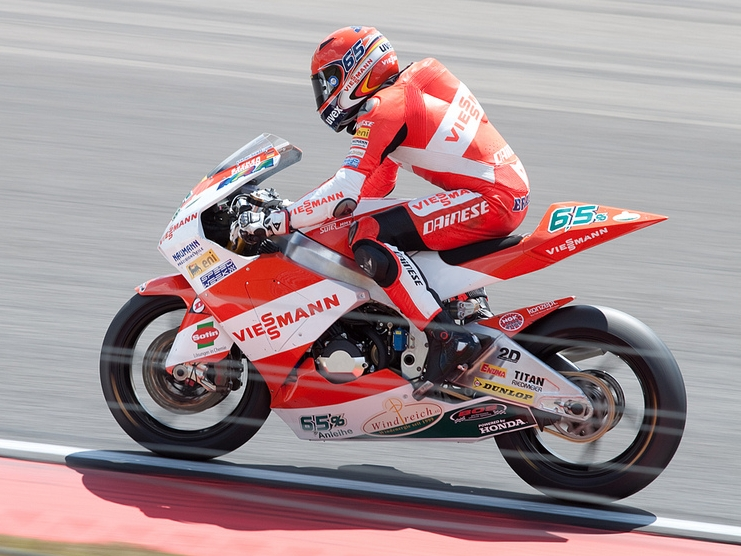
Stefan Bradl på Assen 2010.

### Andraplatser MotoGP
| Nr | Grand Prix | År   |
| -- | ---------- | ---- |
| 1  | USA        | 2013 |

| Nr | Grand Prix     | År   |
| -- | -------------- | ---- |
| 1  | Portugal       | 2010 |
| 2  | Qatar          | 2011 |
| 3  | Portugal       | 2011 |
| 4  | Katalonien     | 2011 |
| 5  | Storbritannien | 2011 |

| Nr | Grand Prix | År   |
| -- | ---------- | ---- |
| 1  | Italien    | 2011 |
| 2  | Tyskland   | 2011 |
| 3  | San Marino | 2011 |
| 4  | Australien | 2011 |
| 5  | Malaysia   | 2011 |

| Nr | Grand Prix | År   |
| -- | ---------- | ---- |
| 1  | Frankrike  | 2011 |
| 2  | Tjeckien   | 2011 |

| Nr | Grand Prix | År   |
| -- | ---------- | ---- |
| 1  | Tjeckien   | 2008 |
| 2  | Japan      | 2008 |

| Nr | Grand Prix | År   |
| -- | ---------- | ---- |
| 1  | Tyskland   | 2008 |
| 2  | Australien | 2008 |

| Nr | Grand Prix   | År   |
| -- | ------------ | ---- |
| 1  | Qatar        | 2008 |
| 2  | Indianapolis | 2008 |